# Tartrat de sodi
El tartrat de sodi és una sal de l'àcid tàrtric que conté cations de sodi la qual fórmula és Na₂C₄H₄O₆. S'empra com additiu alimentari.
El tartrat de sodi és un composts sòlid a temperatura ambient que es presenta en forma de cristalls blancs dihidratats Na₂C₄H₄O₆ · 2 H₂O. S'obté com a subproducte de el procés d'elaboració de vins. S'empra en la indústria alimentària com a emulgent, aglutinant, regulador de l'acidesa i potenciador de l'acció antioxidant d'altres additius. Té el codi alimentari E-335(II). Es pot utilitzar en gelees, formatges, embotits i qualsevol aliment que contingui greixos o olis. Al laboratori s'utilitza en la determinació d'aigua en la valoració de Karl Fischer com a patró.